# 小伯藏日
小伯藏日（法語：Bezange-la-Petite，法語發音：[bəzɑ̃ʒ la pəti]）是法国摩泽尔省的一个市镇，属于萨尔堡-萨兰堡区。

## 地理
小伯藏日（48°43'51"N, 6°36'45"E）面积7.93 平方千米，位于法国大東部大區摩泽尔省，该省份为法国东北部内陆省份，是洛林的一部分，西南接默尔特-摩泽尔省，东临下莱茵省，北与卢森堡和德国接壤。
与小伯藏日接壤的市镇（或旧市镇、城区）包括：勒泽、宽库尔、小雷希库尔、蒙库尔、克桑雷。

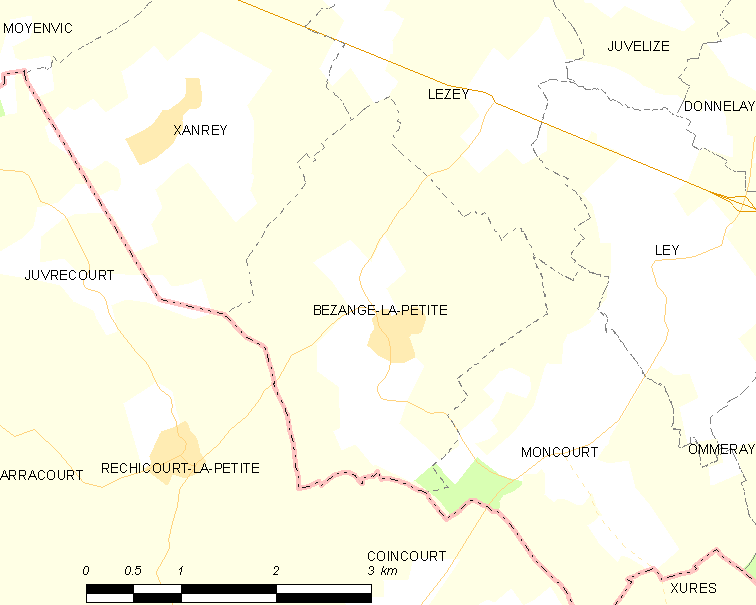
小伯藏日的OSM定位图

小伯藏日的时区为UTC+01:00、UTC+02:00（夏令时）。

## 行政
小伯藏日的邮政编码为57630，INSEE市镇编码为57077。

## 政治
小伯藏日所属的省级选区为索努瓦县。

## 人口

1962-2008年间小伯藏日人口变化图示

小伯藏日于2022年1月1日时的人口数量为94人。